# Bantry (Irlandia)
Bantry (irl. Beanntraí) – miasto w południowo-zachodniej Irlandii, w hrabstwie Cork, położone nad zatoką Bantry. Miasto jest ważnym ośrodkiem gospodarczym regionu, obok turystyki najważniejszą gałęzią gospodarki jest rybołówstwo.

## Zabytki
- Bantry House – pałac z XVIII w., od 1739 roku siedziba rodziny White’ów, hrabiów Bantry

## Miasta partnerskie
- La Crosse, Stany Zjednoczone[potrzebny przypis]
- Pont-l’Abbé, Francja[potrzebny przypis]